# Mitothemma acuminata
Mitothemma acuminata är en fjärilsart som beskrevs av Butler 1883. Mitothemma acuminata ingår i släktet Mitothemma och familjen nattflyn. Inga underarter finns listade i Catalogue of Life.